# گراند-موژچنگه
گراند-موژچنگه (به لهستانی:  Grądy-Możdżenie) یک روستا در لهستان است که در گمینا گرابووو واقع شده‌است. گراند-موژچنگه ۵۰ نفر جمعیت دارد.